# اسند کولی (مونتانا)
اسند کولی (به انگلیسی: Sand Coulee) شهری در ایالت مونتانا کشور ایالات متحده آمریکا است که جمعیت آن در سرشماری سال ۲۰۱۰ میلادی، ۲۱۲ نفر بوده‌است.